# Tell me you're never gonna leave me
Tell me you're never gonna leave me is een single van Patricia Paay uit 1970. Op de B-kant van de single staat het nummer One huge road. In die tijd werkte ze alleen onder haar voornaam Patricia.
Het nummer werd geschreven door George Kooymans en geproduceerd door Freddy Haayen, respectievelijk een oprichter en de ontdekker van de Golden Earring. Ook de musici op deze single zijn de leden van de Golden Earring. 
De single werd ook in Spanje uitgebracht, waarbij de A- en B-kant werden omgewisseld. De Nederlandse single stond zes weken in de Tipparade van Radio Veronica maar wist niet door te dringen naar de hoofdlijsten.